# Франтішек Фабри
Франтішек Фабри (словац. František Fábry; * 1911, Банська Бистриця, Словаччина — † 31 грудня 1975, Словаччина) — словацький комуністичний політик.

## Біографічні відомості
Учасник антифашистського опору, брав участь у підготовці Словацького національного повстання. Після приходу комуністів до влади в Чехословаччині працював на посаді керівника Вечірнього університету марксизму-ленінізму при Центральному словацькому регіональному комітеті Комуністичної партії Словаччини в Банській Бистриці.